# The Temptations
The Temptations (por vezes abreviado como The Temps ou The Tempts) é um grupo vocal americano que conquistou fama como um dos números mais bem-sucedidos a gravar para a Motown Records. O repertório do grupo incluiu, ao longo de sua carreira de cinco décadas, R&B, doo-wop, funk, disco, soul e adult contemporary.

## História
Formado em Detroit, Michigan, em 1960, como The Elgins, os Temptations sempre contaram com pelo menos cinco vocalistas/dançarinos do sexo masculino. O grupo, célebre por sua coreografia inconfundível, harmonias distintas e roupas usadas no palco, já foram definidos como tão influentes ao soul quanto os Beatles foram para o pop e o rock. Tendo vendido dezenas de milhões de álbuns, os Temptations são um dos grupos de maior sucesso na história da música e foram descritos como o grupo vocal masculino definitivo da década de 1960. O grupo têm o maior tempo de contrato com a Motown, depois de Stevie Wonder, tendo permanecido com a gravadora por um total de quarenta anos: dezesseis de 1961 a 1977, e mais 24 de 1980 a 2004 (de 1977 a 1980 estiveram contratados pela Atlantic Records). Em 2009 os Temptations continuam a se apresentar, e gravam para a Universal Records com o único membro vivo da formação original, o cofundador Otis Williams.
O grupo original incluía os membros de dois grupos vocais de Detroit: The Distants, com o segundo tenor Otis Williams, primeiro tenor Elbridge "Al" Bryant e o baixo Melvin Franklin, e o primeiro tenor/falsetto Eddie Kendricks e o segundo tenor/barítono Paul Williams (sem parentesco com Otis), do The Primes. Entre alguns dos cantores mais célebres que passaram pelo grupo estiveram David Ruffin e Dennis Edwards (ambos dos quais se tornaram artistas solo de sucesso pela Motown após deixar o grupo), Richard Street (outro ex-Distant), Damon Harris, Ron Tyson, Ali-Ollie Woodson, Theo Peoples e G.C. Cameron. Como seu "grupo-irmão" feminino, o Supremes, a formação do Temptations mudou com frequência, especialmente nas últimas décadas.
Ao longo de sua carreira o Temptations lançou quatro singles que chegaram à primeira posição da Billboard Hot 100 e 14 singles que chegaram à primeira posição na categoria R&B. Sua obra também lhes rendeu três Prêmios Grammy, para o compositor e o produtor musical responsável pelo seu sucesso de 1972, "Papa Was a Rollin' Stone"; o grupo foi o primeiro contratado da Motown a conquistar um Grammy. Seis dos Temptations (Dennis Edwards, Melvin Franklin, Eddie Kendricks, David Ruffin, Otis Williams e Paul Williams) foram indicados ao Rock and Roll Hall of Fame, em 1989, e quatro canções clássicas do grupo, "My Girl", "Ain't Too Proud to Beg" "Just my Imagination" e "Papa Was a Rollin' Stone", foram incluídas nas suas 500 Canções que Formaram o Rock and Roll.